# Weex Mobile
Weex Mobile es un proveedor de telefonía móvil en México, también conocido como "Weex", es un startup mexicano que ofrece servicios de telefonía bajo el esquema de Operadora Móvil Virtual. Su público objetivo son los jóvenes estudiantes de México, por lo que ofrece la capacidad de personalizar su servicio de telefonía e Internet, otorgándoles el poder de decidir qué servicios requieren a través de una aplicación móvil.
Opera en la infraestructura de la compañía telefónica Movistar y tiene acceso a su red 4G LTE y 3G, para ofrecer su servicio.
En Weex Mobile los usuarios pueden elegir la cantidad de minutos y/o megabytes que quieren consumir, las aplicaciones (Como Facebook, WhatsApp, Youtube, etc) que quieren utilizar, decidir si quieren hacerlo de forma ilimitada o por mega, e incluso el tiempo que quieren que dure su plan (Desde 1 hora hasta 30 días). Todo esto se realiza mediante un esquema de pre-pago; es decir, sin necesidad de firmar contrato ni usar tarjetas de crédito.
En 2017, Weex comenzó a ofrecer productos financieros como tarjetas de crédito y débito bajo el nombre de "Weex Wallet" que son respaldadas por MasterCard, y fueron emitidas por Evertec México, razón por la cual ese mismo año Weex se dividió en "Weex Mobile", para sus servicios de telecomunicación y "Weex Wallet" para sus productos financieros. 
En noviembre de 2019, "Weex Wallet" fue relanzada bajo el nombre de "Mibo", separándose definitivamente de "Weex", con un nuevo aspecto y un nuevo logo.

## Historia
Weex nace en 2014, a partir de la necesidad de facilitar el acceso a servicios de alta calidad para los jóvenes de México, y ofrecerles cosas que hicieran más sentido con su forma de vida. En un comienzo, Truu Innovation se lanzó una prueba de concepto llamada Truu Mobile junto con un sitio web donde se invitaba a la comunidad a participar en un nuevo proyecto de telecomunicaciones. Sin embargo, el proyecto sólo funcionó para validar las hipótesis sobre la oferta de valor, pues la marca nunca fue lanzada al mercado.
Los cofundadores (John Cooper y Ricardo Suárez) obtuvieron capital semilla de la plataforma Coca-Cola Founders con una propuesta orientada al mercado joven mexicano en la que se buscaba que los usuarios pudieran personalizar sus propios paquetes de telefonía, sin tener que ajustarse a ofertas pre-armadas por los operadores. 
En agosto de 2015, la marca Weex y su producto ALPHA fue presentada a 300 usuarios por Jorge Fajardo (Director de Marketing) con el objetivo de perfeccionar el funcionamiento y la propuesta de valor. Posteriormente, en octubre del mismo año Weex liberó la versión BETA para 10,000 clientes en el marco de la Semana Nacional del Emprendedor, y desde entonces el chip de Weex se puede conseguir de forma gratuita al descargar la aplicación y pedirlo a domicilio. 
En mayo de 2016, es presentada de manera oficial,  en un comunicado de prensa emitido por Movistar México, Weex llega a México como una nueva OMV que se sumaba al mercado mexicano. Casi 1 año después -en marzo de 2017- el fondo de capital Antoni & Lelo de Larrea Venture Partners  anunció en conjunto con The Coca-Cola Company una inversión de monto desconocido en la compañía, para posteriormente indicar vía Twitter  que con la reciente ronda, Weex se convertía en una de las pocas Startups que habían logrado una inversión mayor a los 100 Millones de Pesos. 
En 2017 Weex ofreció productos financieros como tarjetas de crédito y débito bajo el nombre de "Weex Wallet" respaldadas por MasterCard, razón por el que en ese mismo año se dividió la compañía "Weex" en "Weex Mobile" Y en "Weex Wallet". 
El 8 de agosto de 2019, Yonder Media Mobile Inc; una compañía con sede en Nueva York, anunció sus intenciones para adquirir Weex Mobile. La división Fintech que opera Weex Wallet nunca estuvo incluida en los acuerdo y se decidió que continuaría operando de manera independiente de Yonder Media Mobile. El cierre de la transacción estaba previsto para el 1 de octubre de 2019 o antes, sin embargo, la operación no llegó a concretarse.
En noviembre de 2019, "Weex Wallet" es relanzada bajo el nombre de "Mibo", separándose de esta manera de "Weex", con un nuevo logo y un nuevo diseño, pero aún conservando las mismas funciones de "Weex Wallet" y las mismas tarjetas que fueron emitidas bajo el nombre de esta.

## Datos de Operación

### Concentración y número de usuarios
Según datos ofrecidos en por el Instituto Federal de Telecomunicaciones en su Segundo Informe Trimestral Estadístico 2016, el número de suscripciones de telefonía móvil en México llegó a 109,5 millones, de los cuales 84%  son suscripciones de prepago y 16% de pospago, lo que representan 91.980.000,00 en la modalidad de prepago. 
De los 91.980.00,00 usuarios de prepago, Weex concentra el 0.12% del mercado lo que representa una base de usuarios aproximada de 110,376. 

### Portabilidad
Según lo establecido por Instituto Federal de Telecomunicaciones, todo operador de telefonía está obligado a permitir la portabilidad numérica a petición de los usuarios, ya sea como donador (usuarios que abandonan la compañía y que conservan su mismo número) o como receptor (usuarios que arriban a la compañía y que conservan su mismo número). Al 30 de noviembre de 2016, las estadísticas de portabilidad de Weex Mobile muestra una tendencia a recibir nuevos usuarios más que a donarlos.  

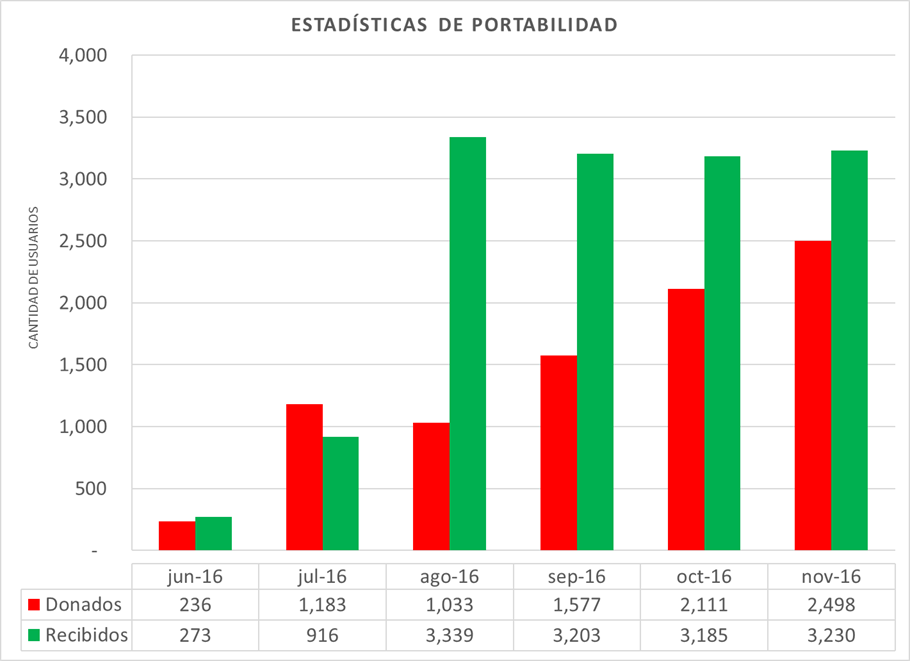
Estadísticas Portabilidad de WEEX MOBILE al 30 de noviembre de 2016